# تمثال نصفي لفتاة صغيرة
تمثال نصفي لفتاة صغيرة (بالفرنسية: Jeune fille en buste)‏ هي لوحة زيتية للرسام الفرنسي بيير ناريس غيران رسمها في عام 1794 وهي معروضة حالياً ضمن مقتنيات متحف اللوفر.